# Vaporização
Vaporização é o processo de passagem de uma substância do estado líquido para o estado gasoso. Nesse processo, as moléculas do líquido são afastadas de seus aglomerados, e isso requer energia. A quantidade de energia por unidade de massa para que a mudança de fase ocorra é chamado de calor de transformação.
As distâncias intermoleculares são muito maiores quando comparadas ao estado sólido e líquido. Diferentemente de outras fases da matéria, o vapor não possui um volume constante, ele toma a forma do recipiente na qual está contido, e variações de temperatura provocam grandes variações de seu volume e pressão. Isso significa que o vapor pode ser condensado para um líquido ou para um sólido pelo aumento de sua pressão, sem ser necessário reduzir a temperatura.

## Tipos de vaporização
Existem três tipos de vaporização: evaporação, ebulição e calefação.

### Evaporação
Esse fenômeno acontece à temperatura ambiente, em qualquer temperatura e pressão, de forma lenta, porém sendo influenciado por alguns aspectos como a temperatura, área de exposição e intensidade das forças intermoleculares do líquido.
Para que ocorra, a energia cinética de uma molécula de líquido deve ser suficiente para vencer a tensão superficial e evaporar. As moléculas de maior energia escapam, e a temperatura do líquido diminui. Este fenômeno também é chamado de ‘’resfriamento evaporativo’’. Temos como exemplo a transpiração.

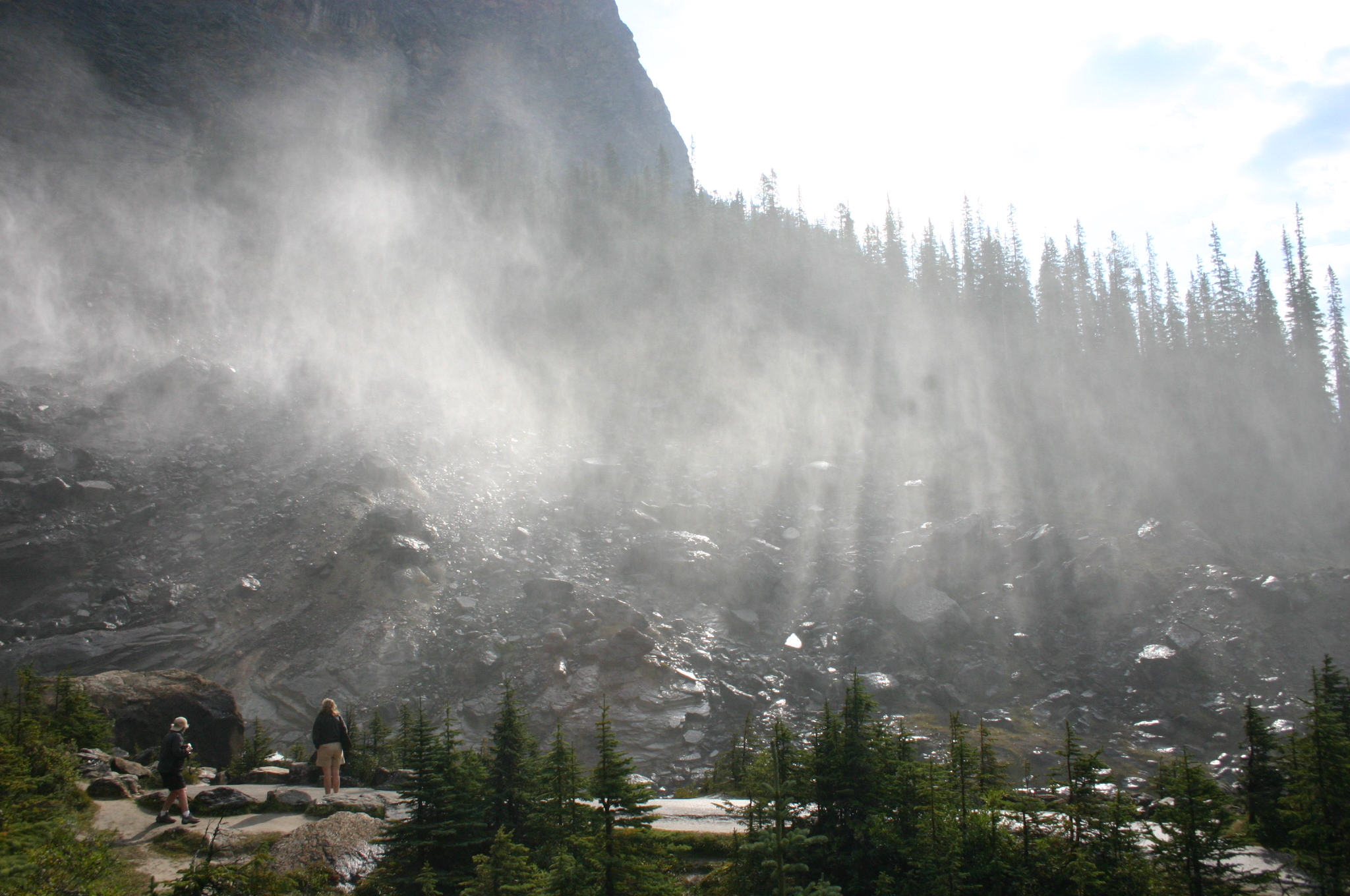
umidade

### Ebulição
Na ebulição, o líquido está passando para o estado gasoso na sua temperatura de ebulição, que é a temperatura máxima que o líquido pode resistir a uma determinada pressão. Todas as moléculas do líquido estão recebendo calor.
Quando a temperatura é elevada ao ponto no qual a pressão de vapor é igual à pressão atmosférica, a vaporização acontece ‘’’em todo’’’ o líquido, não apenas na superfície. Assim, borbulhas de vapor se formam no líquido e sobem à superfície.
O ponto de ebulição da água no nível do mar, por exemplo, é de 100,0 °C.

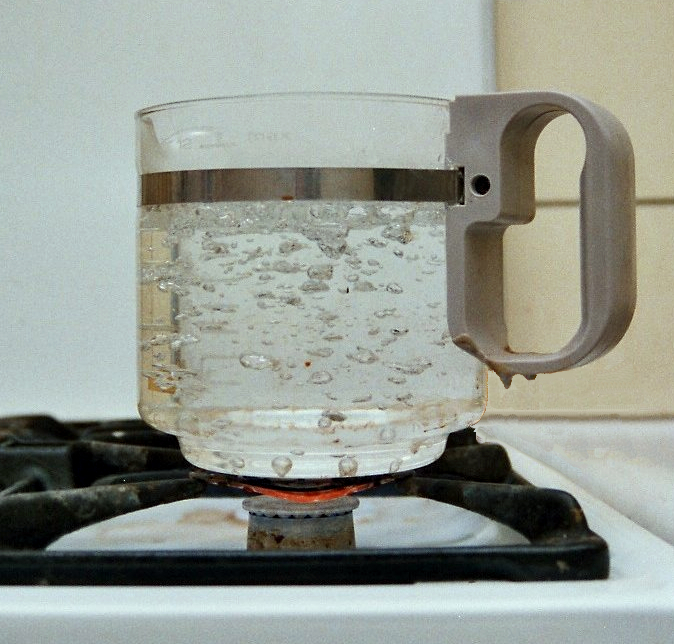
Recipiente com água em ebulição. É caracterizada pela formação de bolhas.

### Calefação
Na calefação, o líquido passa instantaneamente para o estado gasoso. Isso ocorre quando uma pequena quantidade de líquido entra em contato com uma superfície dotada de uma grande temperatura (muito maior que a temperatura de ebulição do líquido). Temos como exemplo uma gota de água em uma chapa quente.